# Voyage to the Bottom of the Sea (série de televisão)
Voyage to the Bottom of the Sea (bra/prt: Viagem ao Fundo do Mar) foi uma série de televisão de ficção científica, baseada no filme de mesmo nome, estrelada por Richard Basehart, como o Almirante Nelson, e David Hedison, como o Capitão Crane. A série contava as venturas e desventuras do submarino Seaview em suas missões. No primeiro ano, os episódios foram filmados em preto e branco. Nessa primeira temporada, o tema quase sempre foi a Guerra Fria, sendo os inimigos recorrentes os comunistas, normalmente de países fictícios mas que nos remetiam, quase sempre, aos soviéticos e os cubanos. Com os episódios coloridos, os alienígenas e outros seres fantásticos (lobisomens, bonecos e brinquedos mortais) passaram a trazer problemas para os tripulantes.O submarino tinha uma visão panorâmica do fundo do mar, encontrando mistérios que ameaçavam a vida dos tripulantes.
A partir da 2ª temporada, no episódio "A Bomba Humana" ("Time Bomb"), foi incorporado à série um pequeno submarino com capacidade de voar que marcou presença em vários episódios. Ele era chamado de "Sub-Voador" (Flying Sub em inglês).
Entre os vários tripulantes, havia um marinheiro de ascendência polonesa chamado Kowalski, que frequentemente era escolhido pelo seu superior imediato (Chef Shark) para ser o "voluntário" em todas as missões externas ao submarino que envolviam grande risco de morte. O intérprete de Kowalski, o ator Del Monroe, foi o único integralmente da série que esteve no elenco do longa metragem de 1961.

## Exibição lusófona

### Brasil
Atualmente está sendo reprisada nas madrugadas pelos canais abertos: Rede Brasil de Televisão e TV Diário da capital cearense. Também é reprisada pela Rede STA WebTV, em horário nobre.

### Portugal
Em Portugal, a série foi originalmente transmitida pela RTP na década de 1960.